# عصفور سوينسون
عصفور سوينسون (الاسم العلمي: Passer swainsonii) (بالإنجليزية: Swainson's Sparrow)‏ هو نوع من الطيور يتبع جنس العصفور من فصيلة عصافير العالم القديم.